# (11754) Herbig
(11754) Herbig es un asteroide perteneciente al cinturón de asteroides, descubierto el 24 de septiembre de 1960 por Cornelis Johannes van Houten en conjunto a su esposa también astrónoma Ingrid van Houten-Groeneveld y el astrónomo Tom Gehrels desde el Observatorio del Monte Palomar, Estados Unidos.

## Designación y nombre
Designado provisionalmente como 2560 P-L. Fue nombrado Herbig en honor al astrónomo estadounidense George Herbig codescubridor de objetos Herbig-Haro, es un espectroscopista que ha investigado las estrellas jóvenes, la formación de estrellas y el medio interestelar.

## Características orbitales
Herbig está situado a una distancia media del Sol de 2,886 ua, pudiendo alejarse hasta 3,062 ua y acercarse hasta 2,710 ua. Su excentricidad es 0,061 y la inclinación orbital 1,100 grados. Emplea 1791 días en completar una órbita alrededor del Sol.

## Características físicas
La magnitud absoluta de Herbig es 13,8.